# Yuki Ogura
Yuki Ogura (Japans: 小倉 遊亀, Ogura Yuki) (Otsu, 1 maart 1895 – Kamakura, 23 juli 2000) was een Japanse nihonga-schilderes. Ze stond bekend om haar bijinga ('prenten van mooie vrouwen'). Ze werd 105 jaar oud.

## Privéleven
Ogura werd op 1 maart 1895 geboren als Yuki Mizoguchi in de winkelstraat Maruya-cho van de plaats Otsu in de Japanse prefectuur Shiga als dochter van Mizokami Minotske and Asaeda. Ogura groeide op in een relatief arm gezin. Ten tijde van haar geboorte had haar familie een klokkenwinkel in Otsu. Na de Russisch-Japanse oorlog (1904-1905) probeerde haar vader zonder succes een bouwbedrijf in Mantsjoerije op te zetten. In 1905 keerden Ogura en haar moeder vanuit Mantsjoerije berooid terug naar Otsu.
Rond 1935 bracht Ogura tijd door aan een boeddhistisch seminarie in de buurt van Ōiso waar Tetsuki Ogura dienst deed als zenmeester en leider van het seminarie. In 1938 trouwde Ogura met deze spirituele leider. Haar 73-jarige echtgenoot was 30 jaar ouder dan de schilderes en ernstig ziek. Het echtpaar woonde in Kamakura. Ogura's man overleed in 1944 na zes jaar huwelijk.
In 1945 evacueerden Ogura en haar moeder, voor wie zij vele jaren zorgde, in verband met de Tweede Wereldoorlog van Kamakura naar Otsu. In 1947 voegde haar vader zich vanuit Mantsjoerije bij hen. Haar moeder overleed in 1950. In hetzelfde jaar adopteerde Ogura, die zelf geen kinderen kreeg, een jongeman uit Otsu als haar officiële zoon. Haar vader overleed in 1964.

## Opleiding
Ogura volgde haar middelbareschoolopleiding van 1907 tot 1913 aan de meisjesschool van de prefectuur Shiga (Otsu koto jogakko). Dankzij een studiebeurs van een rijke man uit Otsu studeerde ze vervolgens Japans en klassieke literatuur aan wat nu de vrouwenuniversiteit van de stad Nara is, waar ze in 1917 cum laude afstudeerde.
Na het behalen van haar diploma werkte ze als lerares Japanse literatuur in Kyoto (1917-1919), Nagoya (1919-1920), Yokohama (1920-1936) en Tokio (1934-1939). Het onderwijs was in die tijd als gevolg van het overheidsbeleid van 1872 een van de weinige voor vrouwen toegankelijke beroepen.

## Carrière als schilderes
Zie hier een Lijst van schilderijen van Yuki Ogura

### Ontwikkeling
Tijdens haar studie aan de universiteit volgde Ogura schilderlessen en ontdekte ze haar passie voor deze kunstvorm. Ze had niet de financiële middelen om zich in te schrijven aan een voor vrouwen toegankelijke private kunstopleiding. Daarom ontwikkelde ze na haar studie haar schildersvaardigheden door zelfstudie, terwijl ze werkte als lerares.
In 1920 reisde ze, alleen en zonder introductie, naar het huis van Yasuda Yukihiko (1884–1978) in Ōiso. Yukihiko was een gevestigde schilder en vriend van Ogura's voormalige docent antieke Japanse kunst. Hij wordt als een van de oprichters van nihonga gezien. Nihonga (Japans: 日本画) is een Japanse schilderstijl waarbij gebruik gemaakt wordt van minerale pigmenten, andere organische pigmenten en af en toe inkt op zijde of papier. Yukihiko was niet alleen een vooraanstaand schilder, maar had ook nauwe contacten met het keizerlijk hof, waar hij als als kunstconservator werkte en met Kakuzo Okakura, de directeur van het Japans Kunst Instituut. Ogura vroeg Yukihiko om haar les te geven, waar hij mee instemde.
Ogura begon actief te schilderen in de jaren 20 en 30 van de 20ste eeuw; een tijd waarin de moderne Japanse schilderkunst een hoogtepunt had bereikt en men op zoek was naar nieuwe richtingen. De ontwikkeling van Ogura's schilderstijl kan grofweg in vier periodes worden ingedeeld: 
- 1910 - 1950: gedetailleerde weergaven en heldere composities
- 1951 - 1965: toenemende invloed van Europese schilders als Matisse en Picasso en van de Amerikaanse architect Frank Lloyd Wright
- 1966 - 1976: een unieke en veelzijdige volwassen eigen stijl
- 1977 - 2000: onbeperkte creativiteit[1]

In het Taishō-tijdperk (1912-1926), de tijd waarin Ogura leerde schilderen, bewonderde het Japanse publiek vrouwelijke schilders en zag men hen als elitaire carrièrevrouwen. Maar kunstcritici waren sceptisch over de kwaliteiten en motivaties van schilderende vrouwen. Terwijl de Japanse overheid het idee van de ‘goede vrouw, wijze moeders’ ('ryosai kenbo') propageerde, konden vrouwen met een creatieve inslag zich niet vinden in het ideaalbeeld van de huisvrouw. Als succesvolle vrouwelijke kunstenaar, die haar eigen pad koos en haar eigen brood verdiende, vertegenwoordigde Ogura de ‘nieuwe vrouw’ ('atarashii onna'). Ogura was als vrouwelijke kunstenaar een uitzondering in de door mannen gedomineerde schilderswereld. Veel van Ogura's vrouwelijke tijdgenoten stopten met schilderen wanneer zij trouwden en een gezin stichtten. Ogura bleef echter schilderen en bouwde een stevige reputatie en positie binnen de Japanse kunstwereld op.
Opvallend aan Ogura's werk is dat ze voornamelijk vrouwen schilderde. Van de mannen en jongens, die in haar werk voorkomen, ziet men doorgaans alleen de rug. Ze stond dan ook bekend om haar 'bijinga' (prenten van mooie vrouwen). Hoewel haar kunst geworteld is in de tradities van de Japanse schilderkunst, laten haar afbeeldingen van hedendaagse vrouwen en meisjes, vaak gebaseerd op familieleden en vrienden, de complexiteit en eigenzinnigheid van echte mensen zien. Ogura gebruikte daarbij pure kleuren, dikke lijnen en duidelijke vormen, die het dagelijks leven weergaven, maar ook de Oost-Aziatische spiritualiteit weerspiegelden. Haar kunstwerken werden beïnvloed door meditatie en spirituele beoefening. Ze was een meester met kleuren en had een subtiele kijk op persoonlijke en sociale issues.
Ogura's schilderscarrière laat een revolutionaire verandering van de Japanse schilderkunst van de 20ste eeuw naar een moderne naoorlogse 'nihonga' met gebruik van traditionele stijlen en materialen zien. Deze verandering begon vóór de Tweede Wereldoorlog met een van haar bekendste schilderijen genaamd Badende vrouwen (Yoku on’na sonoichi), waarin de gestileerde lichamen van de badgasten en de vervormde lijnen van de tegels gebaseerd op werken van Matisse gecombineerd werden met de diepte en het zachtere kleurenpalet van 'nihonga'. Bovendien was haar weergave van naakte vrouwen in een traditionele schilderstijl revolutionair, omdat dit in die tijd als een immorele stijlkeuze voor jonge vrouwen als Ogura werd gezien.

### Japans Kunstinstituut
Ogura's schilderkunst werd beïnvloed door leden van het Japans Kunstinstituut (Japans: 日本美術院, Nihon Bijutsuin), onder wie Taikan Yokoyama, Shunso Hishida, Seison Maeda, Gyoshu Hayami en uiteraard haar leermeester Yukihiko. Deze niet-gouvernementele artistieke organisatie gericht op 'nihonga' werd in 1898 opgericht. Het instituut promootte de kunst van 'nihonga' via een tweejaarlijkse tentoonstelling, de Inten-expositie. Ogura meldde zich aan voor deze openbare tentoonstelling. Haar werk Komkommers (Kyuuri) werd in 1926 geselecteerd voor de 13de expositie van het instituut, waar het schilderij met de eerste prijs werd beloond. Hierna werden Ogura's werken regelmatig tentoongesteld tijdens de Inten-exposities, waarbij ze herhaaldelijk prijzen won. Bij haar laatste deelname in 1998 won ze een prijs voor het werk Camelia, drie thema's ('Tsubaki Sandai').
In 1928 werd Ogura voorgedragen als fellow van het Japans Kunstinstituut en zes jaar later, in 1932, trad ze toe als het eerste vrouwelijke lid en top-exposant. In 1978 werd ze aangewezen als directeur van het instituut, gevolgd door de aanstelling als voorzitter van het bestuur in 1990 en erevoorzitter in 1996.
De werken van de andere leden van het Japans Kunstinstituut bevatten vaak historische figuren in een statische houding. Ogura onderscheidde zich van hen door het veelvuldig schilderen van portretten, veelal vrouwen, en stillevens van het dagelijkse leven. Daarnaast liet Ogura zich in tegenstelling tot de andere leden van het instituut beïnvloeden door westerse schilders als Picasso en Matisse, wier werken in 1951 voor het eerst in Japan werden geëxposeerd. Ondanks dat Ogura in die tijd op papier bleef werken, werden haar zachte figuren en bloemen door de westerse inspiratie dynamischer met donkerdere lijnen en met een lossere toets geschilderd.

### Japanse Kunst Academie
De Japanse Kunstacademie (Japans: 日本芸術院, Nihon Geijutsu-in) is de hoogste officiële artistieke organisatie in Japan. De academie bespreekt kunstgerelateerde kwesties, adviseert de Minister van Onderwijs, Cultuur, Sport, Wetenschap en Technologie over kunstgerelateerde kwesties en promoot kunst in de categorieën beeldende kunst, literaire kunst en muziek, drama en dans.
Vanaf 1922 werden kunstwerken van Ogura geselecteerd voor exposities van de Japanse Kunstacademie. In dat jaar werd Ogura's werk Stilleven tentoongesteld tijdens een expositie van de academie. In 1962 ontving ze voor het schilderij Moeder en Kind (Hahatoko) de 18de Nihon Geijutsu-in-prijs.
In 1976 werd Ogura voorgedragen als lid van de Japanse Kunstacademie.

### Trivia
In 1949 illustreerde Ogura het boek Moeder van Shōshō Shigemoto (Shōshō Shigemoto no haha) van de Japanse schrijver van moderne Japanse literatuur Junichiro Tanizaki.    
In 1951 stond Koichi Michiko model voor Ogura's schilderij Dochter (Musume). Michiko werd een leerling van Ogura en trok bij haar in.     
Het Museum van Moderne Kunst van de prefectuur Shiga stelde in 1966 een retrospectieve solo-expositie van Ogura's werken samen.     
In 1979 publiceerde Ogura het uit twee delen bestaande tijdschrift Vanuit Mijn Studio (1959-1973) (Gashitsu no naka kara).     
In datzelfde jaar organiseerde het Museum van Moderne Kunst van de prefectuur Shiga een solotentoonstelling van Ogura's werk ter ere van de Cultuurprijs van de Prefectuur Shiga, die de schilderes ontving.     
In 1983 werden Ogura's schilderijen van Keizerin Jito (1981), Prins Otsu (1982) en Keizer Tenmu (1983) tentoongesteld en geschonken aan de Yakushi-ji-tempel.     
Een jaar later, in 1984, werd bij de inauguratie van het Museum van Moderne Kunst van Shiga een retrospectieve solo-expositie van het werk van Ogura georganiseerd.    
Een jaar voor haar overlijden, in 1999, vond de eerste buitenlandse solotentoonstelling van 63 werken van de ondertussen 104-jarige Ogura in de Mitsukoshi Etoile in Parijs plaats.
Ogura bleef actief schilderen tot ze op 23 juli 2000 op 105-jarige leeftijd in Kamakura overleed, in de maand dat haar schilderij Bloemen geschikt in een vaas tijdens de 85ste Inten-expositie voor de hoogste prijs werd verkocht.
Zie hier een Lijst van schilderijen van Yuki Ogura

### Prijzen en andere erkenningen
Tijdens haar carrière als schilderes ontving Ogura meerdere prijzen en andere uitingen van waardering voor haar werk:
- 1926 - Eerste prijs van de 13de Inten-xpositie voor Komkommers (Kyuuri)
- 1954 - Vierde Uemura Shoen/Matsuzono-prijs voor meerdere werken, waaronder het zelfportret Portret van Mevr. O (O-fujin Zazo)
- 1955 - Prijs van het Ministerie van Educatie voor Schone Kunsten voor het werk Naakte Vrouw
- 1957 - Achtste Mainichi-kunstprijs voor het werk Meisje (Shojjo) tijdens de 41ste Inten-expositie
- 1962 - Achttiende prijs van de Japanse Kunstacademie voor het werk Moeder en Kind (Hahatoko) tijdens de 46ste expositie van de Japanse Kunstacademie voor Schone Kunsten
- 1973 - Derde klasse van de Orde van de Heilige Schat
- 1975 - Culturele prijs van de prefectuur Kanagawa
- 1978 - Erkenning als Persoon van Culture Verdienste
- 1979 - Cultuurprijs van de Prefectuur Shiga
- 1980 - Toekenning van de Orde van Cultuur (Bunka Kunshō) als tweede vrouwelijke schilderes; na Uemura Shoen[6]
- 1998 - Eredoctoraat van de vrouwenuniverisiteit van de vrouwenuniversiteit van Nara.

### Nalatenschap
Het Museum van Moderne Kunst van de prefectuur Shiga bezit ongeveer 60 werken van Ogura. Het museum verzamelt al meer dan 30 jaar de werken van Ogura en heeft daarmee de grootste collectie van haar werken in Japan samengebracht. Het museum heeft een Ogura Yuki-hoek ingericht waar haar werk continu te zien is. Per keer worden zo'n 20 werken tentoongesteld.
In het Nationale Museum van Moderne Kunst in Tokio bevinden zich vijf bekende werken van Ogura: Badende Vrouwen (Yoku on'na sonoichi), Na Het Baden (Yoku on’na sono ni), Erwt, Meisje (Shojjo) en Portret van Mevr. O (O-fujin Zazo).
De gordijnen van het auditorium van de vrouwenuniversiteit van Nara zijn gebaseerd op Ogura's schilderij Volle Bloei (Ranman). En de gordijnen van het gymnasium van van Otsu zijn gebaseerd op het werk Lichte Vorst (Usushimo).